# 地引き網
地引き網（じびきあみ）は、沿岸漁業の漁法のひとつ。またそれに用いる漁網。

## 概要

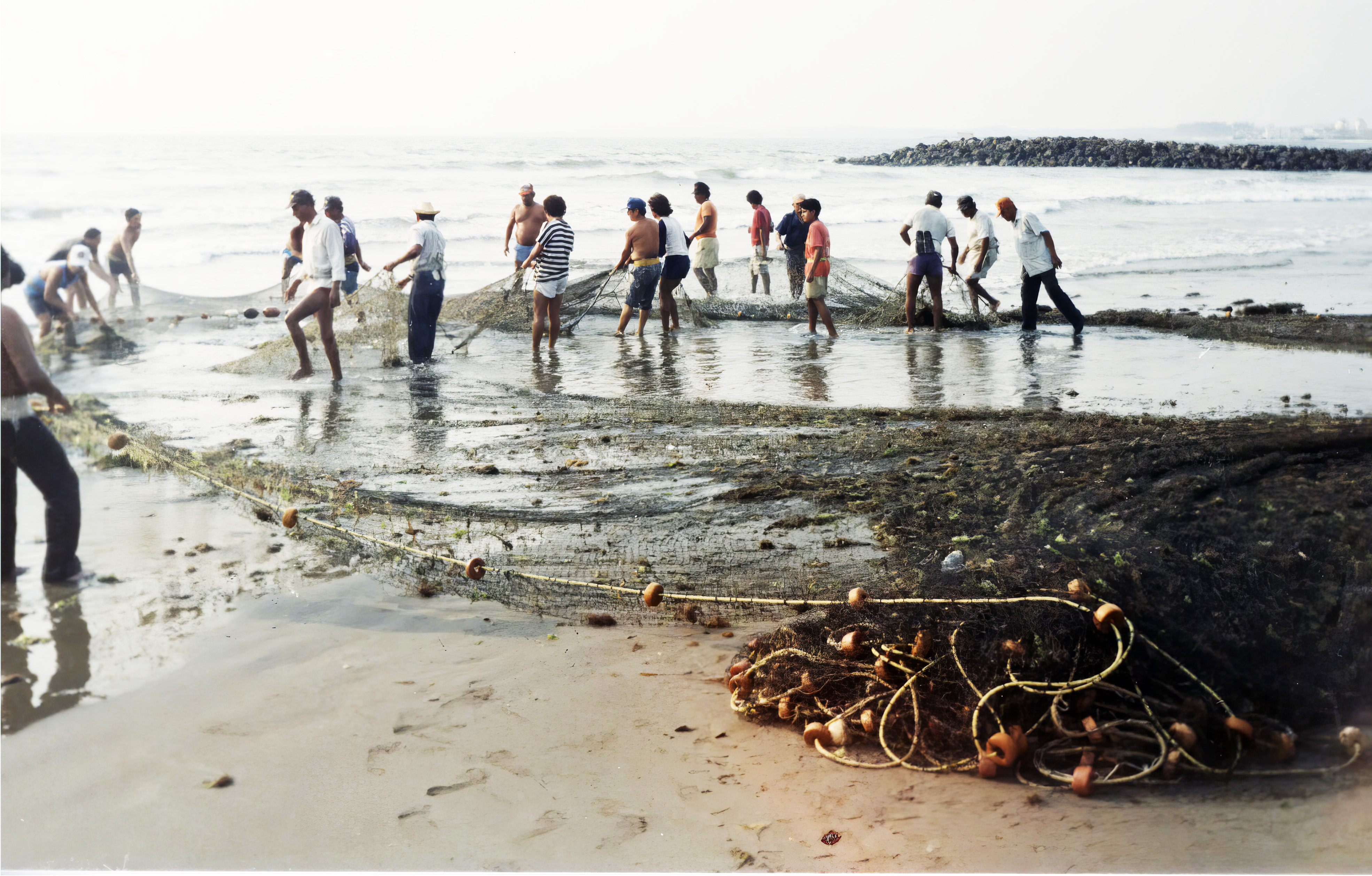
地引き網を引く人々（米国ジョージア州）

陸岸を拠点にして海の沖合に網を張り廻し、網の両端につけた引き綱を引き浜辺に引き揚げて漁獲するもので、魚群を船に引き寄せて捕獲する船引網とともに、引網類を代表する漁法である。1艘の網船による片手廻しのほか、2艘の網船で両側に投網する両手廻しの大地引網がある。当初行われていた漁撈は、網綱の片方を浜辺に残し1艘の網船で沖に向かいながら投網し、半円状にかけ回し浜辺に戻って引綱を引く、片手廻しといわれる小地引網であり、また日本全国各地で行われる一般的な地引き網は、網船1艘に水主数人、引き子30人程度の片手廻しの地引き網である。なお初期の地引き網には中網が無かったが、その後片手廻しでも中央に袋網が設けられ、機械化が進んだ現在も中央の袋網の部分の作業は人力で行なわれる。

### 近世の大地引網
大地引網は九十九里浜が有名である。九十九里浜の地引き網の歴史は、弘治元年（1555年）に紀州の漁師西之宮久助が剃金村（現在の千葉県白子町）に漂着し、紀州漁法である地引き網を伝えたことに始まるとされている。伝えられた地引き網は片手廻しの小地引網であるが、遠浅で海底に岩が隠れていない九十九里浜は、網を引いても破れるおそれがないので、大規模な地引き網に適していた。2艘の網船が沖合いで袋網を中央にして網を連結し、左右に別れ両側に投網する両手廻しの大地引網は、寛永年間（1624年-1658年）に一宮本郷村（現在の千葉県一宮町）の片岡源右衛門が工夫したもので、その規模は網の長さ片側300間、中央部に30〜40間の大袋網が付き、水主60〜70人、岡者200人とされる。九十九里浜の地引き網によるイワシ漁は佐藤信季の「漁村維持法」に、「予あまねく四海を遊歴して地曳網に働く者を見ること多し、然れども諸国の漁事、九十九里の地曵に如くものあることなし」と評され、網数は200余張に達していた。
大規模な地引き網は多くの資金と労働力を必要とし、豊漁であれば一攫千金も夢ではないが常に漁があるわけではないので、背後に穀倉地帯である九十九里平野がひかえ豊富な資金力と必要時のみ動員できる労働力などの社会的条件が背景にある九十九里浜で特に発展した。近世の大地引網漁はほとんどこの方法によって行われ、九十九里浜のほか肥後天草などが名高い。

### 地引き網のその後
大規模なものでなくとも、地引き網は多くの漁夫、引き子の労働力を必要とした。網引きへのろくろの採用が一般化したのは明治前期、揚網ウインチの採用は近年のことである。人手の問題に加えて、代表的な沿岸漁業であり漁撈の特質から沿岸への回遊魚が豊富な時代は隆盛であったが、工場や生活排水などによる漁場汚染により回遊魚が減少したことと、沖合船引網漁の発展により衰退した。現代の地引き網漁の主なものを以下に示す。
- 両手廻し地曳網漁業

茨城県の、岩礁等の障害が海底になくしかも海浜の漁場条件の良い場所では、イワシ、アジ、カマスなどの地曳網漁が行われる。網の規模は場所や魚種によって異なるが、袋網は20メートルから40メートル、袖網の長さは片側90メートルから200メートル程度で、先端に1メートル内外の高さを保つよう手木をつける。沖合いにて袋部から投入し双方廻しに陸に向かって網をかける。網船2艘のほか手船1艘、漁夫は30人前後である。
- 片手廻し地曳網漁業

徳島県の外海に面した砂浜海岸では、片手廻しの地曳網漁が行われる。漁具は袋網と両袖および曳綱によって構成され、両手廻しとほぼ同様である。1艘で行う片手廻しであり、魚捕網を中心に両袖が均一になるよう陸から引き、最初は広く離れているが引き揚げるにつれて接近し最終的には一箇所に合わせて引き揚げる。
- 重ね曳網漁業

新潟県の上越地方沿岸では、3月から6月にかけて本網と小尻まき網または大尻まき網より成る重ね曳網によってアジ、サバ、タイなどを漁獲する。網船に本網および曳綱を積載し沖合いに出て潮流前方より投網し、投網が終わると陸岸より引き揚げる。本網が陸岸100メートルくらいに来たら尻まきを巻き、本網のかさごを解いて本網を引き揚げると同時に尻まきを巻き上げ、陸岸まで引き揚げて魚をくみ出す。
- サヨリ地曳網漁業

京都府沿岸地先の、水深10-20メートル距岸100メートル内外のところでは、3月から5月に地曳網によるサヨリ漁が行われる。小型船2艘を用い、4-6人が分乗して操業する。魚群を発見すると半円状に包囲するように網をうち、陸地に到着し引き寄せる。
- ワカサギ地曳網漁業

北海道の石狩川河口では、12月から翌年の5月にかけ地曳網によるワカサギ漁が行われる。河川の曳網作業は上流から網を駆け回す。川底に障害物のないできるだけ平坦な場所が作業上好ましく、潮差の少ない時に好漁が期待できる。
- かつら網漁業

鳥取県ではかつら網による鯛漁が行われる。かつら網漁には地曳網のほかブリ綱が用いられ、先ず長さ800-1000メートルの曳綱に10×70センチメートルくらいの白色塗装した木製のブリ板300枚前後を取り付けたブリ綱を曳航し、岩礁地帯の瀬付魚群を威嚇し沿岸近くに追い込む。その後、沿岸近くの平坦なところでブリ綱の外側に地曳網を投入、曳船により網の曳綱を曳子に渡し砂浜上に曳き揚げて漁獲する。なお1回の操業に8時間から10時間を要する。
- 地こぎ網漁業

和歌山県白浜町富田中の沖合いで地こぎ網漁業が行われる。地こぎ網は2艘のこぎ船とこぎ船に曳航された1艘の網船による漁で、網船は流向が上り潮の場合は潮上寄りの漁場で逆巻きの右巻きに、下り潮の場合は左巻きに投網する。2艘のこぎ船は投網した網のこぎ綱を取り500メートル程度の間隔で平行に陸方に機関全力で曳くが、浜に着くまで5時間ほどかかる。浜に着いたらこぎ綱を陸に渡し陸上で曳き寄せるがさらに2時間程度を要する。
- 観光地引き網漁

日本の全国各地で体験観光の地引き網漁が行われている。観光客が料金を払って引き子となり、とれた魚を持ち帰れる。